# Louis-Joseph Masquelier
Pour les articles homonymes, voir Masquelier.
Ne doit pas être confondu avec Claude-Louis Masquelier.
Louis-Joseph Masquelier (Masquelier aîné), né à Cysoing le 21 février 1741 et mort à Paris le 26 mai 1811, est un dessinateur et graveur français.

## Biographie
Né en 1741 près de à Cysoing, près de Lille, il s'installe à Paris à un jeune âge pour se perfectionner dans la gravure sous la direction de Jacques-Philippe Le Bas.
Louis-Joseph est très proche de François-Denis Née : ils ont été, tous deux, élèves de l'atelier Le Bas. Il collaboreront tout au long de leur vie professionnelle, en unissant leurs affaires, en se partageant les commandes et en cosignant nombre de gravures : « ils devinrent les frères siamois de la gravure. Lorsque dans un livre on voit le nom de l'un sur une vignette, on peut être sûr que celui de l'autre ne va pas tarder à se montrer ». Ils deviennent ensemble éditeurs, par exemple pour les Tableaux pittoresques de la Suisse.
Il se marie en 1779 avec Adelaïde Bourgeois, fille du concierge du château de Chantilly. Louis-Joseph a un fils, Claude-Louis Masquelier (1781-1852), dont il devient professeur et qui sera à son tour graveur. Il sera également professeur d'un autre membre de sa famille, son frère Nicolas-François-Joseph Masquelier (1760-1809).
Masquelier meurt à Paris en 1811.

## Œuvres
Louis-Joseph Masquelier a eu une production très importante : « Masquelier a orné de ses gravures la plus grande partie des éditions imprimées de son temps. » Le talent de Louis-Joseph est évoqué dans les Archives historiques et littéraires du nord de la France : « Masquelier a un burin vigoureux et brillant qui n'exclut ni la légèreté ni la grâce ; sa pointe était facile et courait à son gré : aussi a-t-il buriné, pour son amusement, de charmantes petites compositions pleines d'esprit et de génie[réf. nécessaire]. »
Le travail le plus important est celui réalisé pour le livre Galerie de Florence (1789) dont les gravures Le sommeil de l’enfant Jésus, L’enlèvement de Déjanire, L’Effroi, La femme adultère, Femme jouant de la guitare ; chaque gravure est réalisée d’après le dessin d’un autre artiste, différent chaque fois. Cet ouvrage forme 4 volumes. L’éditeur Lacombe meurt en 1794 et Masquelier reprend l’édition de cet ouvrage, qui continue à être publié pendant la révolution. Les vingt-trois premières livraisons sont exposées au Salon de 1802 et valent à Masquelier une médaille d’or. Lorsqu'il meurt en 1811, l’édition n’est pas encore terminée. Les trente six premières livraisons contenaient 217 figures. 
Autres vignettes pour livres
- Les fables de Dorat, d'après Clément-Pierre Marillier
- Les tableaux pittoresques de la Suisse
- Les Chansons de La Borde
- Voyage de la Pérouse
- Campagnes d’Italie
- Les œuvres de Voltaire

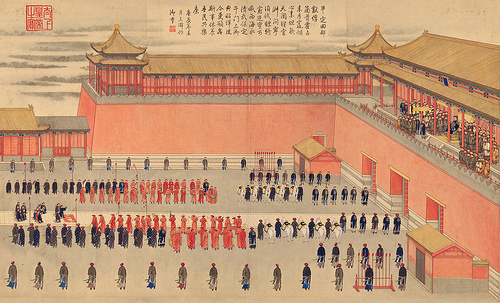
Prisonniers faits lors de la pacification des tribus musulmanes, gravé pour l'album Les Conquêtes de l'empereur de la Chine.
Vue du Château de Waldeck (près de Soleure).
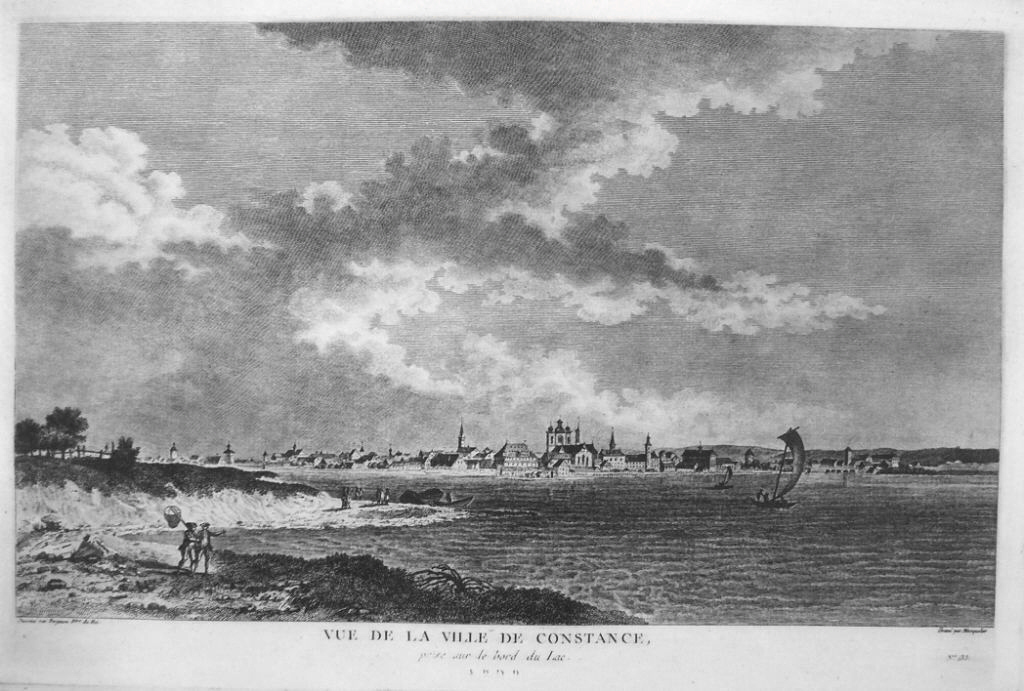
Vue, à partir du lac, de la ville de Constance.
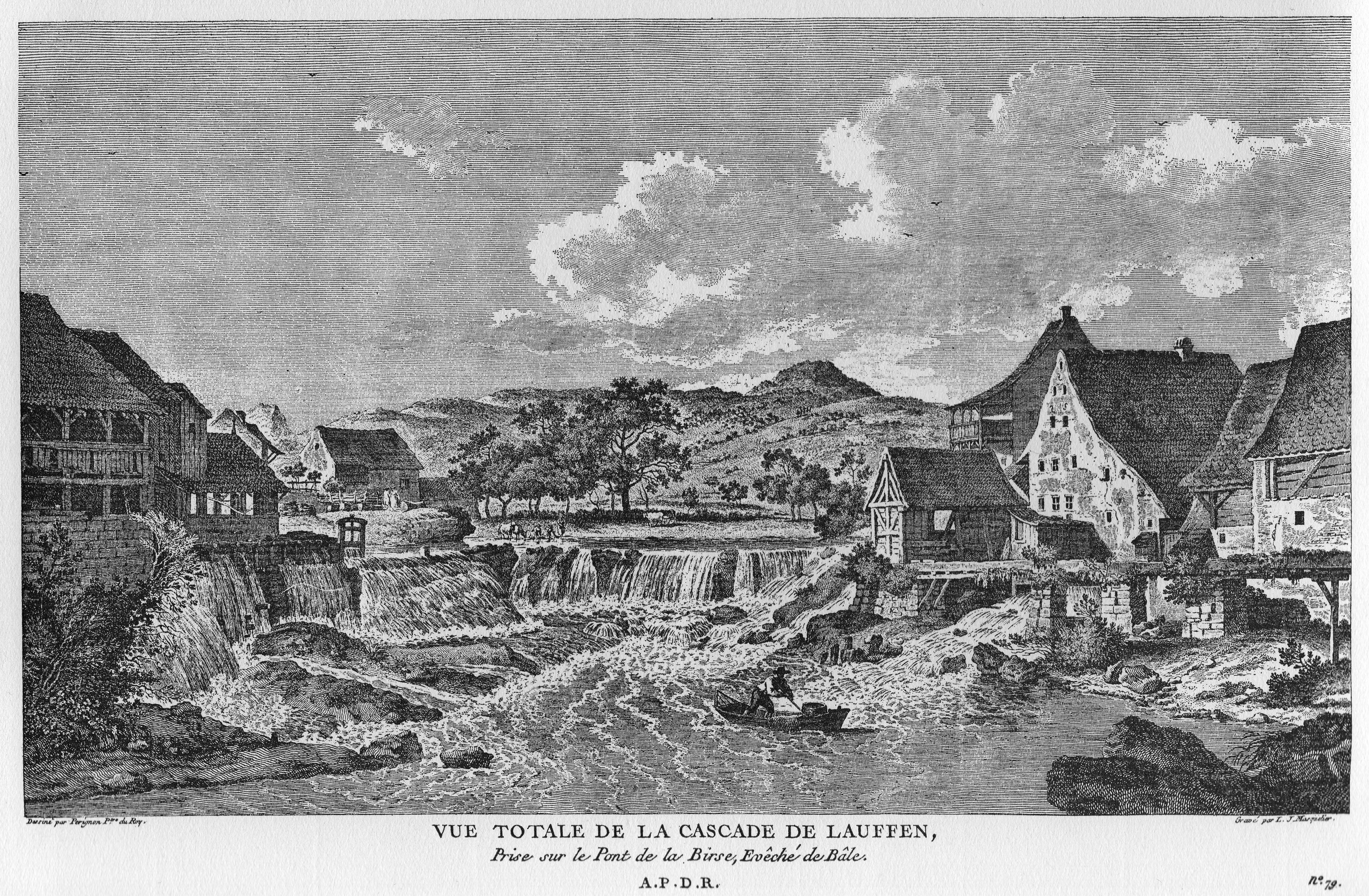
Vue de la Cascade de Laufon, gravure sur cuivre de Louis-Joseph Masquelier d’après un dessin de Nicolas Pérignon.
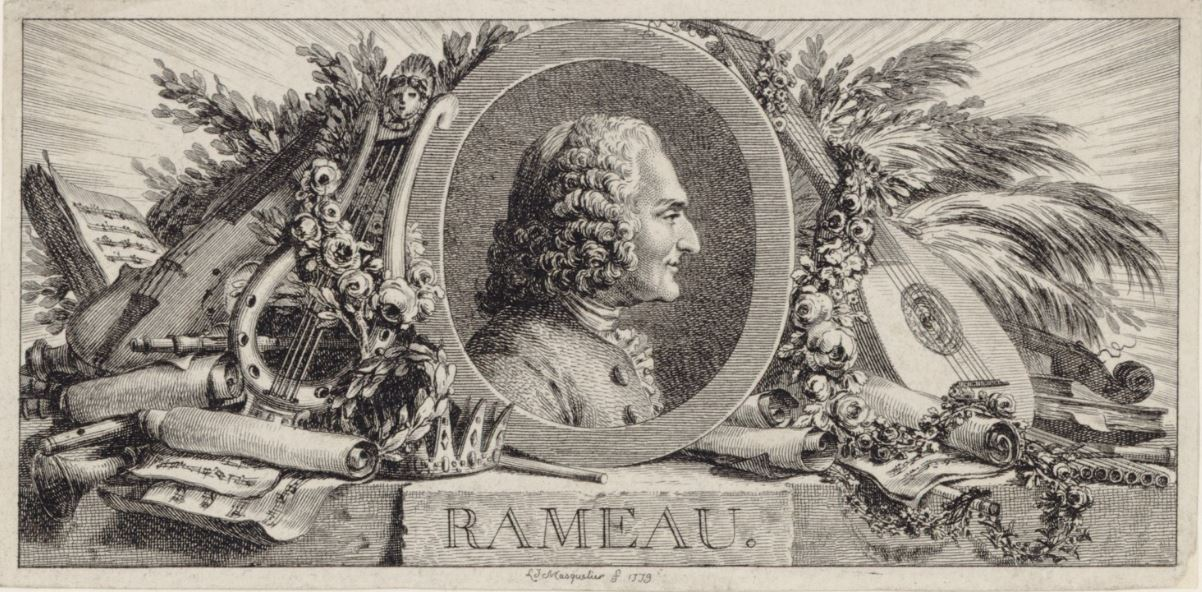
Jean-Philippe Rameau, gravé par Louis-Joseph Masquelier en 1779 in Essai sur la musique ancienne et moderne, t. 3, de Jean-Benjamin de La Borde (1734-1794).

Estampes présentes dans des collections publiques
- Le repas chez Henri IV (d'après Jean Baptiste Weenis), Musée national du château de Pau
- Femme jouant de la guitare, (d'après un dessin de Wicar), Musée des beaux-arts d'Orléans
- Cavalier grec, (d'après un dessin de Wicar), Musée d'art et d'archéologie de Senlis
- L'éducation d'Achille, (d'après un dessin de Wicar), Musée d'art et d'archéologie de Senlis
- Tête de Massinissa (d'après un dessin de Wicar), Musée d'art et d'archéologie de Senlis
- Léandre, (d'après un dessin de Wicar), Musée d'art et d'archéologie de Senlis
- Sacrifice au dieu des jardins (d'après un dessin de Wicar), Musée d'art et d'archéologie de Senlis
- Pêcheurs au bord d'une rivière (dessin), Musée Max Clauder Salins-les-Bains

Autres estampes
- Les garants de la félicité publiques. Il s’agit d’une estampe allégorique sur l’avènement de Louis XVI et de Marie-Antoinette. Elle est gravée en 1774 par Née et Masquelier, d’après un dessin de Saint-Quentin.
- Les vœux du peuple confirmés par la religion
- Portrait de J.B. La Borde
- Madame de La Borde, enceinte
- Essai sur la musique ancienne et moderne (1779) (portrait remarquable de Rameau)
- L’amant de la belle Europe
- Diogène méditant
- Vue d’Ostende
- Bataille de Ken-Long
- Le déjeuner de Ferney, gravé par Née et Masquelier en 1775, d’après un dessin de Denon
- Arrivée de Mirabeau aux champs-Elysées

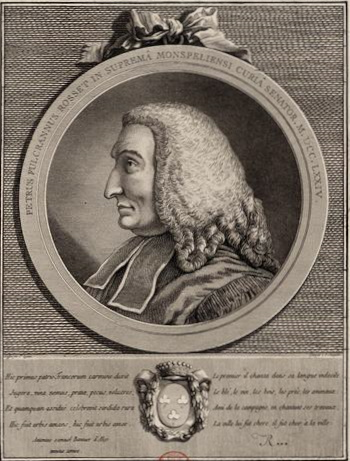
Pierre Fuleran de Rosset
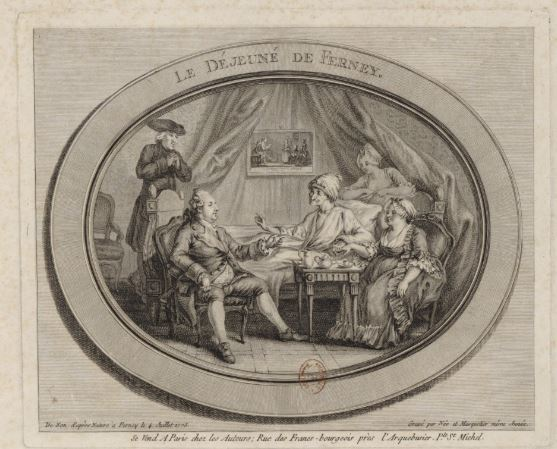
Le déjeuner de Ferney, gravée en 1776 par Louis-Joseph Masquelier et Néé Denon ; dessinée par Dominique-Vivant Denon
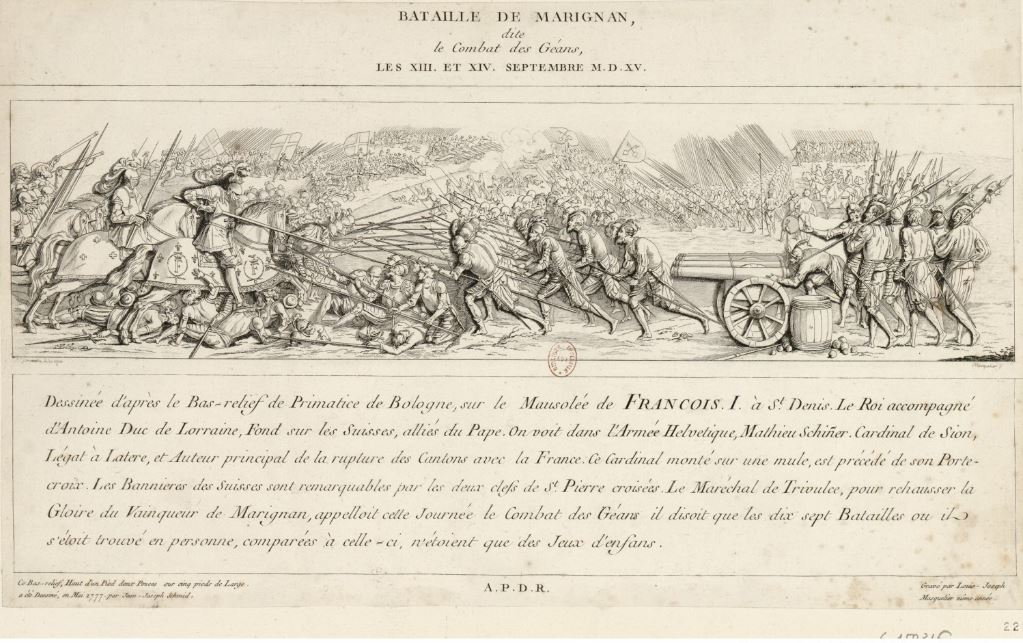
Bataille de Marignan, dessinée d'après le bas-relief de Primatice de Bologne, sur le mausolée de François Ier, à Saint-Denis ; estampe de Louis-Joseph Masquelier, d'après un dessin de Jean-Joseph Schmid.